# Pays de Rennes
 (août 2025).
Motif : Absence de sources secondaires, les Pays loi Voynet ne sont pas admissibles d'office.
- Archive Wikiwix
- Bing
- Cairn
- DuckDuckGo
- E. Universalis
- Gallica
- Google
- G. Books
- G. News
- G. Scholar
- Persée
- Qwant
- (zh) Baidu
- (ru) Yandex
- (wd) trouver des œuvres sur Wikidata

| 1. | Préciser le motif de la pose du bandeau. | Précisez le motif de la pose du bandeau en utilisant la syntaxe suivante : {{admissibilité à vérifier\|date=août 2025\|motif=remplacez ce texte par le motif}}                      |
| 2. | Informer les utilisateurs concernés.     | Pensez à avertir le créateur de l'article, par exemple, en insérant le code ci-dessous sur sa page de discussion : {{subst:avertissement admissibilité à vérifier\|Pays de Rennes}} |

Le Pays de Rennes est un syndicat mixte créé en 2003.
Centré autour de Rennes, il est constitué de 76 communes qui recouvrent quatre territoires : Liffré-Cormier communauté, Chateaugiron communauté, Communauté de communes Val d'Ille Aubigné et Rennes Métropole.

## Histoire
Au haut Moyen Âge a existé un pagus Redonicus,un pagus, c'est-à-dire une subdivision administrative de l'évêché de Rennes.

## Chiffres
- Superficie : 1 385 km², soit 20 % du département d'Ille-et-Vilaine.
- Population : 750 786 habitants en 2021 soit près de 70 % de la population du département.
- Quatre intercommunalités : Liffré-Cormier Communauté[4], Pays de Châteaugiron Communauté [5], Val d'Ille Aubigné et Rennes Métropole.
- 76 communes